# Andrzej Rokicki (polityk)
Andrzej Rokicki (ur. 29 listopada 1954 w Grębkowie) – polski polityk, poseł na Sejm II kadencji.

## Życiorys
Ukończył w 1973 liceum ogólnokształcące w Węgrowie. Pracował jako ekonomista i kierownik działu zaopatrzenia. Pełnił funkcję posła na Sejm II kadencji wybranego z listy Sojuszu Lewicy Demokratycznej w okręgu płockim. Mandat uzyskał w 1994, zastępując zmarłą Wandę Sokołowską.
W latach 1998–2006 był radnym rady miejskiej w Płocku, w 2006 bezskutecznie ubiegał się o reelekcję z ramienia lokalnego komitetu „Nasze Miasto Płock”, a w 2010 z SLD. Do 2006 zajmował także stanowisko prezesa „Orlen Gaz” Sp. z o.o.
W 1997 otrzymał Srebrny Krzyż Zasługi.